# Movimento de libertação das mulheres
O movimento de libertação das mulheres (MLM) foi um alinhamento político das mulheres e do intelectualismo feminista que emergiu no final dos anos 1960 e continuou na década de 1980, principalmente nas nações industrializadas do mundo ocidental, que efetuou grandes mudanças (políticas, intelectuais, culturais) em todo o mundo. O ramo do MLM do feminismo radical, baseado na filosofia contemporânea, incluía mulheres de diversas origens raciais e culturais que propunham que a liberdade econômica, psicológica e social era necessária para que as mulheres progredissem de cidadãs de segunda classe em suas sociedades.
Para alcançar a igualdade das mulheres, o MLM questionou a validade cultural e legal do patriarcado e a validade prática das hierarquias sociais e sexuais usadas para controlar e limitar a independência legal e física das mulheres na sociedade. As mulheres liberacionistas propuseram que o sexismo — discriminação formal e informal legalizada baseada no sexo, consequência da existência da construção social de gênero — era o principal problema político com a dinâmica de poder de suas sociedades. Em geral, o MLM propôs uma mudança socioeconômica da esquerda política, rejeitou a ideia de que a igualdade gradativa, dentro e de acordo com a classe social, eliminaria a discriminação sexual contra as mulheres, e promoveu os princípios do humanismo, especialmente o respeito pelos direitos humanos de todas as pessoas. Nas décadas durante as quais o movimento de libertação das mulheres floresceu, as liberacionistas mudaram com sucesso a forma como as mulheres eram vistas em suas culturas, redefiniram os papéis socioeconômicos e políticos das mulheres na sociedade e transformaram a sociedade dominante.